# Adoretus formosanus
Adoretus formosanus är en skalbaggsart som beskrevs av Ohaus 1914. Adoretus formosanus ingår i släktet Adoretus och familjen Rutelidae. Utöver nominatformen finns också underarten A. f. sakishimanus.